# Nefesch
Nefesch (hebräisch נֶפֶשׁ næfæš, fem.) ist ein für die Hebräische Bibel zentraler Begriff, der in der deutschen Sprache keine Entsprechung hat. Traditionell, aber irreführend, wird er mit „Seele“ übersetzt. Ungefähr lässt sich die Nefesch als „die Vitalität, die sprudelnde Lebensenergie, die Leidenschaftlichkeit“ umschreiben.

## Andere semitische Sprachen
Akkadisch napištu bedeutet sowohl „Kehle“ als auch „Leben“, arabisch nafs „Seele, Leben, Person“ und, reflexiv gebraucht, „sich selbst.“ Auf Amharisch bezeichnet ነፍስ näfəs die Seele. In mehreren verwandten Sprachen bezeichnet ein mit hebräisch נֶפֶשׁ næfæš verwandtes Wort ein Grabmonument, so phönizisch-punisch nbš „Grabmal“ und npš sowie nabatäisch-palmyrenisch npš „Grabmal, Totenstele.“
In der ugaritischen Sprache hat das Lexem npš folgende Bedeutungen: 1. Kehle, Schlund; 2. Appetit, Sehnen; 3. Atem, Kraft; 4. Lebensgeist; 5. Bevölkerung; 6. inneres Organ oder Organe. Vieles davon begegnet im Bibelhebräischen wieder.

## Nefesch als Kehle
Nefesch bezeichnet die menschliche Kehle (zum Beispiel hebräisch נַפְשֵׁ֥נוּ יְבֵשָׁ֖ה nafšenû jəvešāh „unsere Kehle ist trocken“, Num 11,6 ). Diese Grundbedeutung klingt immer mit. Luft- und Speiseröhre wurden nicht unterschieden. Wie andere Körperorgane auch hat die Kehle im Bibelhebräischen als quasi-selbständiges „Aktivitätszentrum“ Funktionen, die nach modernem Verständnis der ganzen Person zuzuordnen sind:
- als nach Luft schnappende, redende oder jubelnde Kehle;
- als begieriger, Nahrung verschlingender Rachen.

„Kurz: Was in den Menschen hineingeht und was aus ihm herauskommt …, konzentriert sich im Engpaß der Gurgel. Die näfäsch wird zum Symbol des bedürftigen, begehrenden Menschen.“ Der Nefesch zugeordnet ist Appetit, Hunger und Durst, aber auch der Überlebens- oder der Sexualtrieb.

## Nefesch als vitales Selbst
Nefesch ist „das, was Menschen u[nd] Tiere z[u] Lebewesen macht;“ ihr Sitz ist im Blut. Hebräisch kennt ebenso wie Akkadisch die Formulierung „die Nefesch ausgießen“; das bedeutet: ein Lebewesen töten. In juristischen Texten kann Nefesch allgemein für ein lebendes Individuum, Mensch und Tier, stehen, und für das Leben, das bei bestimmten Verfehlungen verwirkt ist.

## Kein Leib-Seele-Dualismus
Der Unterschied zwischen dem hebräischen Konzept der Nefesch und dessen Rezeptionsgeschichte im Christentum lässt sich an der Menschenschöpfung (Gen 2,7 ) verdeutlichen. Der Mensch, die „lebendige Nefesch“, entsteht als Ergebnis zweier Schöpfungsakte, so Bernd Janowski:
- Formung aus Erde; Adam (אָדָם) hängt zusammen mit adamah (אֲדָמָה): Erde, Erdboden.
- Belebung durch den Lebensatem (nišmat ḥajjim).

Die Nefesch ist also nicht etwas Geistiges, was zum materiellen Körper hinzukommt und diesen beseelt, bis sie ihn beim Tod verlässt. Emotionale und geistige Lebendigkeit sind mit der Nefesch verbunden, aber die Nefesch ist „weder der Hauptsitz des Bewusstseins noch repräsentiert sie den Menschen nach seinem Tod.“